# Cabas-Loumassès
Cabas-Loumassès é uma comuna francesa na região administrativa de Occitânia, no departamento de Gers. Estende-se por uma área de 4,11 km². Em 2010 a comuna tinha 56 habitantes (densidade: 13,6 hab./km²).